# Burmannia marmorellus
Burmannia marmorellus là một loài bướm đêm trong họ Crambidae. Chúng là loài duy nhất trong chi đơn loài Burmannia, được tìm thấy ở Tứ Xuyên, Trung Quốc.